# بازداشت‌شده
بازداشت‌شده (انگلیسی: Detained) یک فیلم صامت کمدی کوتاه به کارگردانی اسکات پمبروک و جو راک و بازی استن لورل محصول سال ۱۹۲۴ است.